# والری کاراسیوف
والری کاراسیوف (روسی: Валерий Николаевич Карасёв؛ زادهٔ ۲۳ سپتامبر ۱۹۴۶) ژیمناست هنری اهل روسیه بود.